# Copa Hopman de 2006
A Copa Hopman de 2006 foi a 18ª edição do torneio entre países do tênis em mistas, organizada pela Federação Internacional de Tênis.
Lisa Raymond Taylor Dent dos Estados Unidos bateram os neerlandeses Michaëlla Krajicek e Peter Wessels na final.